# Канерга (село)
Ка́нерга — село в Ардатовском районе Нижегородской области. Входит в состав Михеевского сельсовета.. 

## Этимология
Название села происходит от одноимённой реки, на берегу которой оно стоит. Название реки в свою очередь, восходит к индоевропейскому слову канор — «берег», «край», как она могла быть названа из-за своих крутых берегов.

## Географическое положение
Село Канерга находится на юго-западе Нижегородской области России, на обоих берегах одноимённой реки. Административный центр муниципального округа Ардатов находится в 16 км к северу от Канерги. Село соединено просёлочными дорогами на севере с селом Михеевкой (расстояние 5 км), на юге — с посёлком Коврезом (4 км), на юго-западе — с деревней Крутцы (5 км), на северо-западе — с селом Кудлей (6 км). Село находится в овражной местности и со всех сторон окружено смешанными лесами. Высота над уровнем моря около 158 метров.
Село Канерга, как и вся Нижегородская область, находится в часовой зоне МСК (московское время). Смещение применяемого времени относительно UTC составляет +3:00.

## Административная принадлежность
Село Канерга входит в состав Михеевского сельсовета Ардатовского муниципального округа Нижегородской области Российской Федерации.

## Климат
Село находится в зоне умеренно-континентального климата, который характеризуется холодной продолжительной зимой и тёплым, но достаточно коротким летом. За год выпадает в среднем 450—550 мм осадков, из них 68 % — в виде дождя и 32 % — в виде снега. Среднегодовая относительная влажность воздуха — 76 %. Снежный покров достигает 50 см, а в особо снежные зимы может достигать одного метра и более.
Весна приходит резко, обычно к середине апреля, при этом вплоть до середины мая нередки заморозки. Лето сравнительно короткое и достаточно жаркое — в отдельные годы температура может достигать 36 °C. Шапка лета приходится на июль. В конце весны и лета нередки грозы — их может случаться до 20 за год, почти каждый год выпадает град. Осень приходит в сентябре и стоит до начала ноября, но уже в сентябре нередки заморозки. Зима наступает в начале ноября и продолжается до середины марта. Обычно первый снег выпадает в октябре и держится в течение пяти месяцев, сходит к 10—15 апреля. Почва промерзает на глубину 70—90 см.
Вегетационный период составляет 189 дней, продолжительность безморозного периода — 137 дней.

## Население
| Численность населения | Численность населения | Численность населения | Численность населения | Численность населения | Численность населения | Численность населения | Численность населения | Численность населения | Численность населения |
| 1859                  | 1897                  | 1912                  | 1916                  | 1978                  | 1993                  | 1999                  | 2002                  | 2010                  | 2021                  |
| --------------------- | --------------------- | --------------------- | --------------------- | --------------------- | --------------------- | --------------------- | --------------------- | --------------------- | --------------------- |
| 640                   | ↗995                  | ↘968                  | ↘799                  | ↘125                  | →125                  | ↗137                  | ↘135                  | ↗184                  | ↘159                  |

## Памятники истории и культуры
- Близ села расположен родник «Говорящий», источник во имя Святой Троицы[19].
- В селе расположена церковь Спаса Нерукотворного Образа, построенная в 1773 году и перевезённая из деревни Каврез (расположенного в 5 км от села Дивеево) после 1783 года[20].
- В селе расположен Покровский скит[20][21].

## Инфраструктура
В селе четыре улицы: Заречная, Лесная, Покровская и Успенская.